# Karl Hellwig (Politiker, 1924)
Karl Hellwig (* 1. Februar 1924 in Steinau an der Straße; † 7. Januar 1993) war ein deutscher Politiker (SPD) und Abgeordneter des Hessischen Landtags.

## Leben
Karl Hellwig beantragte nach dem Abitur am 15. August 1943 die Aufnahme in die NSDAP und wurde zum 1. Januar 1944 aufgenommen (Mitgliedsnummer 9.670.567). Nach Kriegsdienst und Kriegsgefangenschaft machte er 1946 bis 1948 eine Ausbildung als Lehrer. Von 1948 bis 1970 arbeitete er als Lehrer in Steinau.
Karl Hellwig war Mitglied der SPD und war für seine Partei ab 1964 Gemeindevertreter in Steinau und von 1968 bis 1974 Vorsitzender der SPD-Fraktion im Kreistag Schlüchtern. Nach der Gebietsreform in Hessen war er 1974 bis 1977 Mitglied des Kreistages des Main-Kinzig-Kreises. Vom 1. Dezember 1970 bis zum 4. August 1983 war Hellwig über 4 Wahlperioden lang Mitglied des hessischen Landtags. Im Jahr 1974 war er Mitglied der 6. Bundesversammlung. Karl Hellwig war 1949 bis 1970 Vorstandsmitglied (davon 1961 bis 1970 als Kreisvorsitzender) der GEW.